# Minyat an Naşr
Minyat an Naşr (arabiska منية النصر) är en ort i Egypten, som ligger i guvernementet ad-Daqahliyya, i norra delen av landet, 120 km norr om huvudstaden Kairo. Minyat an Naşr ligger 4 meter över havet och folkmängden uppgår till cirka 70 000 invånare.

## Geografi
Terrängen runt Minyat an Naşr är mycket platt. Runt Minyat an Naşr är det tätbefolkat, med 636 invånare per kvadratkilometer. Närmaste större samhälle är Dikirnis, cirka 6 km sydväst om Minyat an Naşr. Trakten runt Minyat an Naşr består till största delen av jordbruksmark.